# Vympel R-77
El Vympel R-77 (RVV-AE) (en ruso: P-77; designación OTAN: AA-12 Adder) es un misil ruso aire-aire de alcance medio, guiado por radar activo. Es muy similar al sistema AIM-120 AMRAAM estadounidense. El BUK-M2 es el sistema de tierra desarrollado usando la cabeza de guía del R-77.

## Desarrollo
El desarrollo del R-77 comenzó en 1982, realizando su primer disparo en 1984. Entró en servicio en pequeña escala poco después, pero la producción fue lenta hasta que el buró Vympel recibió la tarea en 1993.

## Descripción
El misil posee cuatro aletas en la parte media del fuselaje y cuatro superficies de control únicas en forma de alas desplegables del tipo aleta de rejilla (dispositivos similares son empleados por el R-400 Oka). La versión básica de este misil posee un rango de acción, el mínimo cuando se dispara en el hemisferio trasero del objetivo 300 m, en objetivos altamente maniobrables 25–40 km, para objetivos de baja maniobrabilidad 80–100 km. En el lanzamiento, el misil es guiado inercialmente con actualizaciones recibidas por parte de las computadoras de la plataforma lanzadora. Cuando el misil se acerca a unos 20 km de su objetivo, el misil enciende su radar activo propio (localizado en la nariz) para la guía terminal automática. Una mejora introducida en el R-77 Adder de fábrica, fue la introducción de un propulsor ramjet, lo que resultó en la versión R-77M1. Este misil más pesado tendría mucho mayor alcance, y seguramente será el misil primario para combates fuera del alcance visual de los cazas frontales de quinta generación rusos.

Modificaciones del R- 77. De arriba abajo :
R-77 (RVV-AE)
R-77PD (RVV-PD) RVV-SAM
R-77M (producto 180)
R-77ME (producto 180-DB)

El R-77 también está siendo desarrollado para alcanzar los avances realizados en el extranjero. el RVV-AE-PD (a menudo referido como R-77M) está bajo desarrollo y tiene las cuatro aletas laterales reemplazadas por ramjets. En adición de una nueva trayectoria ampliada, se cree que posee un alcance que excede los 120 km y que está limitado solo por el radar de la plataforma lanzadora.
A la fecha, el R-77 no puede ser empleado por la mayoría de los aviones de la Fuerza Aérea Rusa debido a que los mismos carecen de la aviónica y las actualizaciones de radar necesarias para disparar este misil. Lo mismo le sucede a la Fuerza Aérea del Ejército Popular de Liberación Chino, que construye el Su-27 bajo licencia. El nuevo Su-30MKK tiene un radar nuevo Phazotron N001 con un canal de derivación digital que incorpora un modo que permite emplear los R-77. Los nuevos aviones rusos a partir del MiG-29S en adelante (con radar N019M) no están restringidos en este aspecto. La nueva versión de este misil equipa a toda la flota de Mig 29 SMT de la Fuerza Aérea Rusa (Radar Zuck-me), de la Fuerza Aérea Peruana, cuyos aviones llevados al upgrade SMT comparten el mismo radar que los rusos, y en los Su-30MKV de la Fuerza Aérea Venezolana.

### Maniobrabilidad
La maniobrabilidad del misil se basa en sus aletas posteriores. Los diseñadores afirman que la configuración original del R-77 de aletas de rejilla les otorga mayor maniobrabilidad que las superficies de control deltas convencionales empleadas en el diseño del AIM-120. Se supone que el sistema de armas es capaz de eliminar un objetivo que maniobra hasta a 12G, una capacidad de maniobra substancialmente superior que la desarrollada por cualquier caza tripulado actual.

## Usuarios
- Rusia
- Argelia
- China
- India
- Indonesia
- Malasia
- Perú
- Siria
- Venezuela
- Vietnam

## Misiles similares
- AIM-120 AMRAAM
- MBDA Meteor
- RAFAEL Derby
- R-Darter
- PL-12